# 车队管理系统
车队管理系统（Fleet Management System，縮寫FMS），是商用車輛車輛數據的一種介面標準。欧洲六家汽車制造商戴姆勒、MAN集團、Scania汽車、富豪、DAF卡車及依維柯在2002年开发這套標準，並命名為FMS-Standard，以令跨製造廠的車載資通訊應用得以實現。其範圍包括车辆定位、机械诊断、驾驶员行为和车队管理软件等方面。